# Nita Strauss
Vinita Sandhya „Nita“ Strauss (* 7. Dezember 1986 in Los Angeles, Kalifornien) ist eine US-amerikanische Gitarristin. Bekannt wurde sie mit The Iron Maidens, einer weiblichen Coverband von Iron Maiden. Im Juni 2014 wurde sie Mitglied der Band des amerikanischen Hardrock-Musikers Alice Cooper als Nachfolgerin von Orianthi an der Gitarre.

## Leben
Ihr Interesse am aktiven Gitarrespielen weckte ursprünglich der Spielfilm Crossroads – Pakt mit dem Teufel von 1986 im frühen Jugendalter. Besonders der Gitarrist Steve Vai, der in dem Film eine Nebenrolle spielt, übte inspirierenden Einfluss auf sie aus. Im Juni 2014 wurde bekannt gegeben, dass Strauss Orianthi als Touring-Gitarristin von Alice Cooper für die Tourdaten 2014 ersetzte. Diese Rolle setzte sie 2018 fort. 
Strauss geht mittlerweile offen damit um, dass sie der frühe Einstieg in die Rocktouren mit deutlich älteren Musikern und Rockgrößen wie Mötley Crüe oder Alice Cooper zur Alkoholikerin gemacht habe. Im Herbst 2015 beendete sie mit Hilfe ihres Partners und Managers Josh Villalta diese Sucht. Als ihr Vorbild, mit dieser in die Öffentlichkeit zu gehen und mit ihren Erfahrungen möglicherweise auch anderen helfen zu können, bezeichnete sie ihre Freundin Jill Janus (Huntress).
Nita Strauss ist die Hauptgitarristin bei sieben Songs in Dockers Guild mit dem Titel The Heisenberg Diaries – Buch A: Sounds of Future Past, veröffentlicht am 21. Januar 2016. Strauss lernte Docker durch ihren gemeinsamen Freund Jeff Gilooly kennen.
Im Jahr 2018 begann Nita Strauss, auf WWE-Shows zu erscheinen. Am 8. April trat sie bei WrestleMania 34 auf und spielte Gitarre in einer Live-Aufführung von Shinsuke Nakamuras Eingangsthema. Am 28. Oktober trat Strauss mit Lzzy Hale bei WWE Evolution auf. Im März 2018 startete Strauss ein Kickstarter-Projekt zur Finanzierung ihres eigenen Albums. Ihre Aussage hierzu war, sie sei nicht bereit, bei einem Plattenlabel zu unterschreiben, da dies die Fähigkeit ihrer Band beeinflussen würde und sie so ihre eigenen Entscheidungen treffen könne.
Im Juli 2022 gab Strauss ihren Austritt als Gitarristin bei Alice Cooper bekannt, spekuliert wurde über eine zukünftige Zusammenarbeit mit der Popsängerin Demi Lovato.
Im Oktober 2022 veröffentlichte Nita Strauss den Song The Wolf you feed in Kollaboration mit Arch-Enemy-Sängerin Alissa White-Gluz samt dazugehörigem Musikvideo.
Im März 2023 gab Alice Cooper bekannt, dass Nita Strauss als Gitarristin in seine Band zurückkehren wird.
Am 7. Juli 2023 veröffentlichte Strauss ihr zweites Soloalbum mit dem Titel Call of the Void, an dem verschiedene Künstler sowie Gastsängerinnen und -sänger beteiligt waren, unter anderem Disturbed und David Draiman, Alissa White-Gluz, Lzzy Hale, Dorothy, Chris Motionless, Alice Cooper, Anders Fridén, Lilith Czar und Marty Friedman. Außerdem spielte sie auf Road, dem 22. Soloalbum von Alice Cooper.

## Diskografie
- Controlled Chaos (2018)[13]
- Call of the Void (2023)

## Auszeichnungen
- 2018 wurde sie auf Platz 1 der von Guitar World veröffentlichten Liste 10 weibliche Gitarrenspieler, die man kennen sollte angeführt.[14]
- 2018 wurde sie die erste Künstlerin, welche eine Signature-Gitarre von Ibanez erhielt.[15]
- 2022 erhielt sie einen Super-Bowl-Ring zu Ehren ihres Engagements für die Los Angeles Rams.[16]

## Trivia
Häufig wird kolportiert, sie stamme aus einer langen Reihe klassischer Musiker und einer ihrer Vorfahren väterlicherseits sei der österreichische Komponist Johann Strauss, was jedoch nachweisbar falsch ist.